# Трисамарийундекаалюминий
Трисамарийундекаалюминий — бинарное неорганическое соединение
самария и алюминия
с формулой Al11Sm3,
кристаллы.

## Получение
- Сплавление стехиометрических количеств чистых веществ:

{\displaystyle {\mathsf {3Sm+11Al\ {\xrightarrow {1450^{o}C}}\ Al_{11}Sm_{3}}}}

## Физические свойства
Трисамарийундекаалюминий образует кристаллы
тетрагональной сингонии, пространственная группа I 4/mmm, параметры ячейки a = 0,4287 нм, c = 0,9905 нм, Z = 2/3,
структура типа барийтетраалюминия Al4Sm
.
Соединение конгруэнтно плавится при температуре 1450 °C,
а при температуре ниже 1066 °C находится в метастабильном состоянии
.
В некоторых работах  утверждается, что кристаллы принадлежат к тетрагональной сингонии.